# Francisco José Paoli Bolio
Francisco José Paoli Bolio (Mérida, Yucatán; 23 de abril de 1941) es un ensayista, analista, político, y periodista mexicano. Su licenciatura en derecho la cursó en la Universidad Iberoamericana. Estudió la maestría en sociología en la Universidad de Nueva York y doctorado en sociología en la Universidad Iberoamericana. Hermano del también ensayista mexicano José Antonio Paoli Bolio.

## Datos biográficos
Al comienzo de su carrera política, fue dirigente de las juventudes demócrata cristianas y participó activamente en el movimiento que encabezó Carlos Madrazo para reformar al Partido Revolucionario Institucional (PRI) y al Estado mexicano desde dentro. Fue dirigente y fundador del Partido Mexicano de los Trabajadores (PMT) junto con Heberto Castillo.
Ha tenido múltiples cargos políticos, tales como: coordinador del Partido Acción Nacional (PAN) para la Reforma Política del Distrito Federal, miembro del CEN del PAN (1999-2002), consejero Nacional del PAN (1997-2003), subsecretario de Desarrollo Político, Secretaría de Gobernación (2002-julio de 2005), Ha sido tres veces legislador por el PAN, dos de ellas como diputado federal y otra como representante del Distrito Federal. Finalmente renunció a su militancia en el Partido Acción Nacional en agosto de 2009
Durante su participación  en la LVII Legislatura fue nombrado presidente de la Cámara de Diputados (1999-2000). 
En el ámbito académico se ha desempeñado como director del Departamento de Sociología y Política, Universidad Iberoamericana,
de 1973 a 1978; abogado general de la Universidad Autónoma Metropolitana (UAM) de 1988 a 1990; y rector de la Universidad Autónoma Metropolitana Unidad Xochimilco de 1982 a 1986. Es además investigador nivel II del SNI.
Desde el 2005 es colaborador de tiempo completo del Instituto de Investigaciones Jurídicas de la Universidad Nacional Autónoma de México (UNAM). En 2007 fue postulado y electo diputado plurinominal al Congreso de Yucatán, donde se esperaba fuera el coordinador de la bancada del PAN, sin embargo, el 30 de mayo anunció que declinaba a su curul, aduciendo motivos personales.
Colabora desde el 2005 en la emisión semanal del programa televisivo de análisis político Primer Plano de Canal 11 TV (del Instituto Politécnico Nacional (IPN) junto con otros analistas de la política mexicana como: Sergio Aguayo Quezada, Lorenzo Meyer, Leonardo Curzio, José Antonio Crespo  y María Amparo Casar.

## Obra
Es autor de más de veinte libros de diversos géneros: novela, poesía, análisis social y político. Entre ellos: 
- Las guerras de Justo (Editorial KEH), presentado en 2011 durante la Feria Internacional del Libro (FIL), de Guadalajara por los escritores Ignacio Solares y Federico Reyes Heroles y presentado en la FIL de Yucatán en marzo de 2012. Novela histórica que se desenvuelve en la península de Yucatán en torno a la figura de Justo Sierra O'Reilly y de los acontecimientos de la denominada guerra de castas acaecida entre 1848 y 1901. ISBN 922-1-412427-77-1
- Madrugando amanece, novela sobre la sucesión presidencial en el antiguo régimen de partido hegemónico.
- Teoría del Estado (Trillas 2010). "Organización y Desarrollo de las Ciencias Sociales en México", 1990.
- Método, historia y sociedad en Durhheim, 1990.
- Salvador Alvarado: estadista y constructor de instituciones, 1994;
- Memorial del futuro, 1996.
- Yucatán y los orígenes del nuevo Estado mexicano: gobierno de Salvador Alvarado, 1915-1918, (1984) Ediciones Era edición. ISBN 968-411-115-0.
- Historia y Cultura en Yucatán, Un libro de ensayos sobre Yucatán.
- El Socialismo Olvidado de Yucatán, 1977; (Coedición con Enrique Montalvo), Premio de Ensayo Latinoamericano otorgado por Siglo XXI Editores, S. A.
- La Guerra de Castas en Yucatán, 2015; Editorial Dante, Mérida, Yucatán, México.[3]

Ha escrito artículos periodísticos en los diarios El Universal, Diario de Yucatán, La Revista Peninsular, Excélsior, el suplemento «Enfoque» del diario Reforma,  Siempre!, Este País, y Proceso.